# Диодно-лазерная абсорбционная спектроскопия
Диодно-лазерная абсорбционная спектроскопия (сокр. ДЛАС или ДЛС) — метод измерения концентрации веществ (например, метана, водяного пара и других) в среде (чаще газовой смеси) с использованием перестраиваемых диодных лазеров и учётом абсорбционных свойств самого вещества.
Эта методика в мировой научно-технической литературе называется TDLS или TDLAS (сокр. от англ. Tunable diode laser absorption spectroscopy), где буква «T» означает «Tunable» (перестраиваемый), что подчёркивает значение данной особенности диодных лазеров в абсорбционной спектроскопии. (англ.) (англ.)
Основным преимуществом ДЛАС перед другими методами является её способность работать при очень низких значениях концентрации (вплоть до 1 молекулы вещества на миллиард молекул газовой смеси). Помимо концентрации метод ДЛАС позволяет определить температуру, давление, скорость и плотность потока исследуемого газа. На сегодняшний день ДЛАС — наиболее распространённый способ количественной оценки концентрации веществ в газовой среде.

## Основы метода ДЛАС
Базовая ДЛАС-установка состоит из перестраиваемого диодного лазера, передающей оптики, исследуемой поглощающей среды, приёмной оптики и детектора(-ов). Длина волны излучения лазера настраивается, исходя из характеристик поглощения света образцами исследуемого газа. По мере прохождения лазерного луча через среду интенсивность света снижается. Это изменение интенсивности света фиксируется с помощью детектора (фотодиода) и используется для определения концентрации компонентов газа и других его характеристик.
В зависимости от области применения и диапазона настройки используются различные диодные лазеры. Например: InGaAsP/InP (настраивается от 900 нм до 1,6 мкм), InGaAsP/InAsP (настраивается от 1,6 мкм до 2,2 мкм) и т. д. Типичная ширина линии излучения лазера составляет порядка 10−3 см−1 или меньше.
Эти лазеры можно настраивать, регулируя их температуру или изменяя плотность тока инжекции. Хотя изменение температуры позволяет перестраивать длину волны в широком диапазоне более 100 см−1 по волновому числу (обратная величина от длины волны), применение этого метода ограничено низкими скоростями настройки (несколько герц) из-за тепловой инерции. С другой стороны, регулировка тока инжекции может обеспечить быструю перестройку длины волны с частотой до 10 ГГц, но она ограничена меньшим диапазоном перестройки (примерно от 1 до 2 см−1). Другие методы настройки и сужения ширины линии включают применение дисперсионной оптики.

## Принцип работы

### Измерение концентрации
Основной принцип метода ДЛАС прост. Рассмотрим одиночную линию поглощения исследуемого вещества. Длина волны диодного лазера настраивается по заданной линии поглощения, затем измеряется интенсивность излучения. Получаемая на выходе интенсивность излучения связана с концентрацией исследуемой компоненты по закону Бугера — Ламберта — Бера, который гласит, что когда излучение с волновым числом {\displaystyle ({\tilde {\nu }})} проходит через поглощающую среду, его интенсивность вдоль пути луча определяется выражением:
{\displaystyle I({\tilde {\nu }})=I_{0}({\tilde {\nu }})\exp(-\alpha ({\tilde {\nu }})L)=I_{0}({\tilde {\nu }})\exp(-\sigma ({\tilde {\nu }})NL),}
где:
{\displaystyle I({\tilde {\nu }})} — интенсивность излучения после того, как оно прошло расстояние {\displaystyle L} через среду,
{\displaystyle I_{0}({\tilde {\nu }})} — начальная интенсивность излучения,
{\displaystyle \alpha ({\tilde {\nu }})=\sigma ({\tilde {\nu }})N=S(T)\phi ({\tilde {\nu }}-{\tilde {\nu }}_{0})} — поглощение среды,
{\displaystyle \sigma ({\tilde {\nu }})} — поперечное сечение поглощения,
{\displaystyle N\!} — плотность поглощающего вещества,
{\displaystyle S(T)\!} — интенсивность линии поглощения (то есть полное поглощение на молекулу) при температуре {\displaystyle T},
{\displaystyle \phi ({\tilde {\nu }}-{\tilde {\nu }}_{0})} — функция формы линии поглощения. Иногда обозначается {\displaystyle g({\tilde {\nu }}-{\tilde {\nu }}_{0})},
{\displaystyle {\tilde {\nu }}_{0}} — центральная частота линии поглощения.

### Измерение температуры
Вышеупомянутое соотношение требует, чтобы температура {\displaystyle T\!} поглощающей среды была известна. Однако одновременное измерение температуры и концентрации также возможно. Существует несколько способов измерения температуры. Один из методов, позволяющий измерять температуру, основан на том факте, что интенсивность линии {\displaystyle S(T)\!} является функцией только температуры. Если у вещества исследуются две разные линии поглощения в диапазоне перестройки длины волны излучения лазера, то отношение интенсивностей линий поглощения зависит только от температуры:
{\displaystyle R=\left({\frac {S_{1}}{S_{2}}}\right)_{T}=\left({\frac {S_{1}}{S_{2}}}\right)_{T_{0}}\exp \left[-{\frac {hc(E_{1}-E_{2})}{k}}\left({\frac {1}{T}}-{\frac {1}{T_{0}}}\right)\right],}
где:
{\displaystyle T_{0}\!} — некоторая эталонная температура, при которой известна интенсивность линии,
{\displaystyle \Delta E=(E_{1}-E_{2})\!} — разность энергетических уровней электронных переходов исследуемых линий.
Другой способ измерения температуры — сравнение FWHM (ширина линии поглощения на половине от максимума) линии поглощения с доплеровской шириной линии поглощения при данной температуре, которая вычисляется по формуле:
{\displaystyle FWHM(\Delta {\tilde {\nu }}_{D})={\tilde {\nu }}_{0}{\sqrt {\frac {8kT\ln 2}{mc^{2}}}}={\tilde {\nu }}_{0}(7.1623{\mbox{x}}10^{-7}){\sqrt {\frac {T}{M}}},}
где:
{\displaystyle m} — суммарная масса исследуемого вещества,
{\displaystyle M} — молярная масса данного вещества.
Примечание: В последнем примере значение {\displaystyle T} выражено в кельвинах, а значение {\displaystyle M} выражено в г/моль.
Этот метод можно использовать только при низком давлении (порядка нескольких миллибар). При более высоких давлениях становится существенным столкновительное уширение линии, и форма линии больше не является функцией только температуры.

### Измерение скорости потока
Движение газа на пути лазерного луча вызывает сдвиг в спектре поглощения, также известный как доплеровский сдвиг. Он связан со средней скоростью потока соотношением:
{\displaystyle \Delta {\tilde {\nu }}_{D}={\frac {V}{c}}{\tilde {\nu }}_{0}\cos \theta ,}
где:
{\displaystyle \theta } — угол между направлением потока и направлением лазерного луча.
Примечание: здесь {\displaystyle \Delta {\tilde {\nu }}_{D}} — сдвиг линии поглощения, а не её уширение, как обозначалось выше.
Доплеровский сдвиг обычно очень мал (3×10−5 см−1 мс−1 для ближнего инфракрасного диапазона) и отношение сдвига к ширине линии поглощения составляет порядка 10−4.

### Ограничения и способы улучшения
Основным недостатком абсорбционной спектрометрии является то, что она основана на измерении небольших изменений сигнала, вызванных поглощением света. Любой шум, вносимый источником света или оптической системой, вносит погрешность в результат измерения. Поэтому чувствительность методов прямого поглощения часто ограничивается величинами поглощения ~10−3, что ещё далеко от уровня дробового шума излучения лазера, который для однопроходной спектрометрии прямого поглощения находится в диапазоне 10−7 — 10−8. Такие величины поглощения ~10−3 обычно недостаточны для различных практических задач.
Есть два основных способа увеличения чувствительности: один — уменьшить шум в сигнале, другой — увеличить поглощение. Первое может быть достигнуто с помощью техники модуляции, тогда как второе может быть получено путём помещения газа внутрь полости, в которой свет проходит через образец несколько раз, увеличивая таким образом длину взаимодействия лазерного луча с веществом. Если метод применяется для обнаружения очень малых концентраций, то также можно перейти на другой диапазон длин волн, где межорбитальные электронные переходы обеспечивают бо́льшую интенсивность линий поглощения, например, в диапазон основных колебательных переходов электронов между энергетическими уровнями.

### Методы модуляции
В методах модуляции используется тот факт, что технический шум обычно уменьшается с увеличением частоты излучения в соотношении 1/f. Если высокая частота промодулирована полезным низкочастотным сигналом, то такая методика позволяет улучшить отношение сигнал/шум путём детектирования сигнала поглощения на более высокой несущей частоте, на которой уровень шума низкий. Наиболее распространёнными методами модуляции являются спектроскопия с модуляцией длины волны (WMS) и спектроскопия с частотной модуляцией (FMS).
В WMS волна света непрерывно сканируется по профилю линии поглощения, сигнал детектируется на гармонике частоты модуляции. В FMS свет модулируется с гораздо более высокой частотой, но с более низкой амплитудой модуляции. В результате в спектре измеряемого сигнала появляется пара боковых полос, отделённых от несущей частоты модуляции, что даёт начало так называемому FM-триплету. Сигнал на частоте модуляции представляет собой сумму сигналов биений несущей частоты с каждой из двух боковых полос. Поскольку эти две боковые полосы полностью не совпадают по фазе друг с другом, два сигнала биений отсутствуют при отсутствии поглощения света. Однако изменение любой из боковых полос либо за счёт поглощения, либо за счёт дисперсии, либо за счёт фазового сдвига несущей вызовет дисбаланс между двумя сигналами биений и, следовательно, несёт информацию о воздействии среды на проходящее излучение.
Чувствительность измерений обоими методами модуляции обычно ограничивается остаточной амплитудной модуляцией (RAM), исходящей либо от лазера, либо от множественных отражений в оптической системе (интерференционные эффекты). Если эти шумовые составляющие незначительны, то чувствительность метода может быть доведена до значений 10−5 — 10−6 или даже лучше.
Обычно поглощение света фиксируется при прохождении света через объём с исследуемым газом. Существуют также методики на основе WMS, которые применяются для измерения поглощения газа, находящегося внутри твёрдого или жидкого вещества. Этот метод получил название абсорбционной спектроскопии газа в рассеивающей среде (GASMAS). (англ.)

### Спектроскопия поглощения в многопроходной кювете (CEAS)
Второй способ улучшить чувствительность метода ДЛАС — увеличить длину взаимодействия лазерного луча с исследуемым веществом. Этого можно добиться, поместив образец среды внутрь полости, в которой луч лазера отражается много раз в прямом и обратном направлениях, в результате чего длина взаимодействия значительно увеличивается.
Такой подход привёл к появлению целой группы методов, получивших название абсорбционная спектроскопия с увеличением поглощения (CEAS). Поглощающая среда может быть размещена либо внутри резонатора лазера (внутрирезонаторная спектроскопия), либо снаружи лазера с использованием внешней кюветы. Хотя первый метод может обеспечить высокую чувствительность, его практическая применимость ограничена из-за сопутствующих нелинейных процессов.
Внешние кюветы могут быть либо нерезонансного типа, например, ячейки Эррио или Уайта с внеосевым прохождением луча лазера, либо резонансного типа с прохождением луча лазера вдоль оси в резонаторе Фабри — Перо (FP). Многопроходные ячейки нерезонансного типа, обеспечивющие увеличение длины взаимодействия в 100 раз и выше, в настоящее время широко применяются в ДЛАС.
Резонансные кюветы могут обеспечить гораздо большее увеличение количества проходов луча лазера, которое для сбалансированного резонатора с зеркалами с высокими коэффициентами отражения (~ 99.99-99.999 %) может составлять от 104 до 105 проходов, что значительно повышает чувствительность измерения поглощения. При использовании резонансных кювет возникает проблема, состоящая в том, что кювета, изготовленная с высокой точностью, имеет очень узкие моды отражённого света при его многократном прохождении. Ширина мод резонатора определяется как FSR/N, где: FSR — спектральная частота, равная c/2L, c — скорость света, L — длина кюветы, а N — количество проходов луча. Эта ширина мод достигает нескольких килогерц для очень большого количества проходов, в то время как ширина линии излучения лазера составляет обычно несколько мегагерц. Это затрудняет эффективное использование лазеров в резонаторах при большом количестве проходов луча.
Наиболее важными резонансными методами CEAS являются: спектроскопия в кольцевом резонаторе (CRDS), интегральная спектроскопия с внешним резонатором (ICOS) или спектроскопия усиленного поглощения (CEAS), спектроскопия в кольцевом резонаторе со сдвигом фазы (PS-CRDS). Метод CEAS также подразделяется на спектроскопию непрерывного излучения (cw-CEAS) либо с оптическим захватом, называемой (OF-CEAS), как было описано в работе Romanini et al. (англ.), либо с помощью электронного захвата, как, например, это делается в методике оптической гетеродинной молекулярной спектроскопии с усилением помехоустойчивости (NICE-OHMS) или с комбинацией частотной модуляции и оптической обратной связью, именуемый (FM-OF-CEAS).
Наиболее важными нерезонансными методами CEAS являются: стандартная методика внеосевой ICOS (OA-ICOS), CEAS с применением модуляционной методики (WM-OA-CEAS) и CEAS с применением методики фазового сдвига (внеосевой PS-CEAS).
Перечисленные методы усиления поглощения резонансными и нерезонансными кюветами до сих пор широко не использовались. Однако, поскольку эта область быстро развивается, эти методы, вероятно, имеют хорошую перспективу.